# TUSC3
TUSC3‏ (Tumor suppressor candidate 3) هوَ بروتين يُشَفر بواسطة جين TUSC3 في الإنسان.
هذا الجين هو جين مرشح ككابت للورم. وهو يقع داخل منطقة محذوفة من سرطان البروستاتا النقيلي. يجري التعبير عن الجين في معظم الأنسجة البشرية غير الليمفاوية بما في ذلك البروستاتا والرئة والكبد والقولون. كما تم الكشف عن التعبير في العديد من سلالات الخلايا السرطانية الظهارية. تم تحديد متغيرين من النسخ يشفران أشكالًا متماثلة مميزة لهذا الجين.